# Аспалатус линейный
Аспалатус линейный, или Красный чай (лат. Aspalathus linearis), — кустарник, произрастающий в Африке, вид рода Аспалатус (Aspalathus) семейства Бобовые (Fabaceae). Из листьев и побегов этого растения получают напиток (фиточай), известный под названием ройбос (ройбуш).

## Распространение

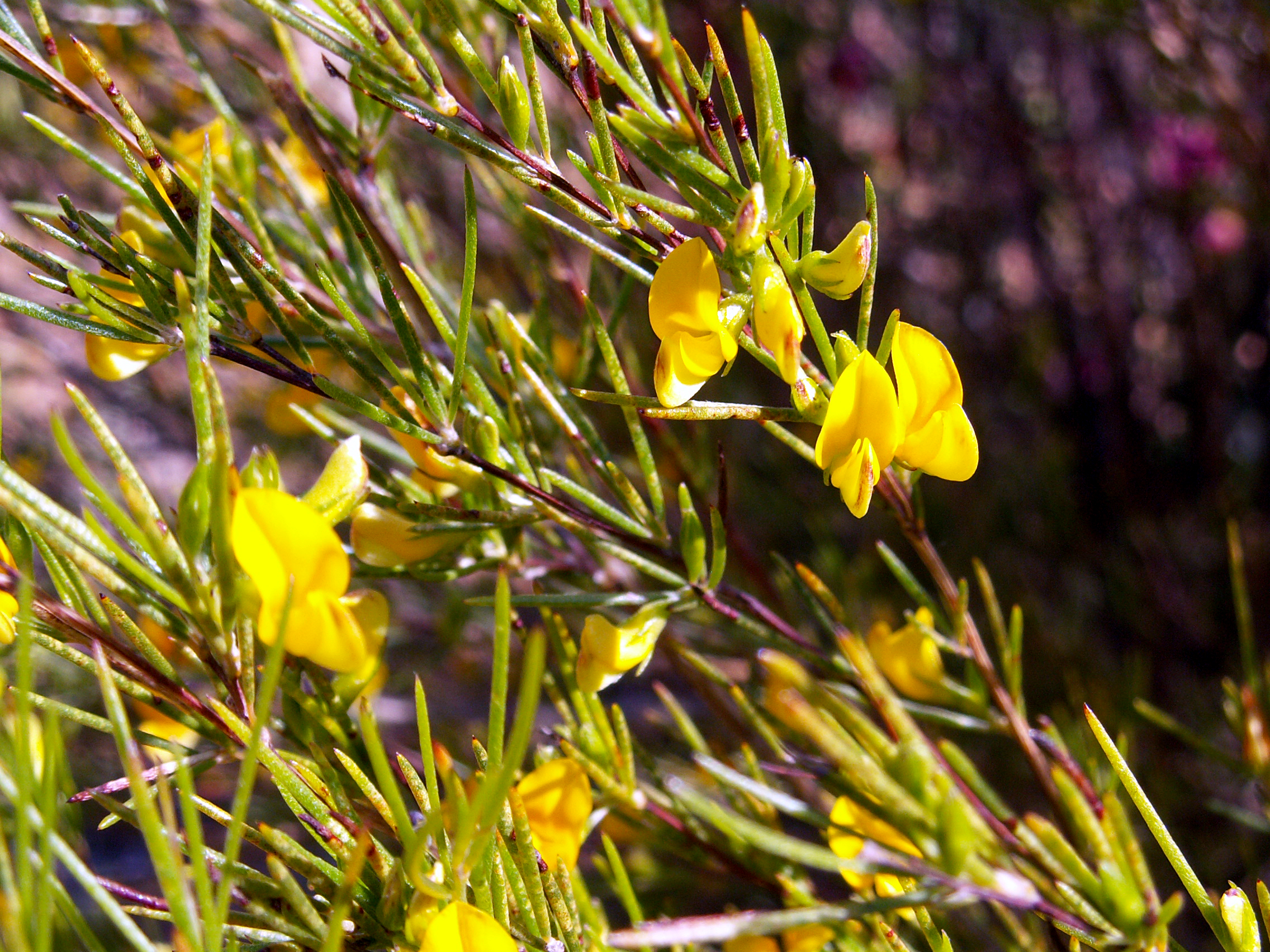
Цветки аспалатуса линейного

Эндемик Южной Африки: естественный ареал вида ограничен горным массивом Седерберг (200 км к северу от Кейптауна).

## Биологическое описание
Кустарник высотой от 1 до 1,5 м с гладким центральным стволом и многочисленными отходящими от него ветвями. Листья длиной до 10 мм, похожие на хвоинки: тонкие, мягкие, с остриём на конце. Цветки — с венчиком мотылькового типа.

## Химический состав
Растение содержит флавоноид кверцетин — биологически активное вещество, обладающее спазмолитическим, противововоспалительным, антиоксидантным, диуретическим и противоопухолевым свойствами.

## Использование
Растение издавна используется для приготовления травяного чая, известного под названием ройбос (ройбуш). С середины XX века с целью получения сырья для производства напитка началось промышленное культивирование растения.